# Loyalton
Loyalton è una città degli Stati Uniti d'America situata nella Contea di Sierra, nello Stato della California.